# Tour of the Alps
Tour of the Alps je etapový cyklistický závod konaný v Itálii a Rakousku. Poprvé se konal v roce 1962 pod názvem Giro del Trentino jako jednodenní závod. Později byl rozšířen do formátu 4 etap na území autonomního regionu Tridentsko-Horní Adiže. V roce 2015 se závod sloučil s nedalekým jednorázovým závodem Trofeo Melinda, tudíž se ročník 2015 oficiálně jmenoval Giro del Trentino Melinda.
V roce 2017 byl závod přejmenován na Tour of the Alps, jelikož byl rozšířen o jednu etapu a jeho trasa nyní zasahuje i do rakouské spolkové země Tyrolsko. Závod byl v moment přejmenování součástí UCI Europe Tour na úrovni 2.HC. V roce 2020 se stal součástí nově vzniklé UCI ProSeries.
Tour of the Alps obvykle zahrnuje krátké a hornaté etapy a je považován za jeden ze závěrečných přípravných závodů pro favority Gira d'Italia, které začíná většinou 2 týdny po dojetí Tour of the Alps. 10 vítězů Gira del Trentina též vyhrálo Giro d'Italia, jmenovitě: Francesco Moser, Giuseppe Saronni, Franco Chioccioli, Gianni Bugno, Gilberto Simoni, Paolo Savoldelli, Damiano Cunego, Vincenzo Nibali, Ivan Basso a Michele Scarponi. Damiano Cunego pak drží rekord v počtu vítězství se svými třemi triumfy v rozmezí let 2004 a 2007.

## Seznam vítězů
| Rok       | Země                               | Jezdec                             | Tým                                 |
| --------- | ---------------------------------- | ---------------------------------- | ----------------------------------- |
| 1962      | Itálie                             | Enzo Moser                         | San Pellegrino                      |
| 1963      | Itálie                             | Guido De Rosso                     | Molteni                             |
| 1964–1978 | Nejelo se                          | Nejelo se                          | Nejelo se                           |
| 1979      | Norsko                             | Knut Knudsen                       | Bianchi–Faema                       |
| 1980      | Itálie                             | Francesco Moser                    | Sanson                              |
| 1981      | Itálie                             | Roberto Visentini                  | Sammontana                          |
| 1982      | Itálie                             | Giuseppe Saronni                   | Del Tongo                           |
| 1983      | Itálie                             | Francesco Moser                    | Gis Gelati                          |
| 1984      | Itálie                             | Franco Chioccioli                  | Murella–Rossin                      |
| 1985      | Rakousko                           | Harald Maier                       | Gis Gelati                          |
| 1986      | Itálie                             | Týmová edice                       | Carrera–Inoxpran                    |
| 1987      | Itálie                             | Claudio Corti                      | Supermercati Brianzoli              |
| 1988      | Švýcarsko                          | Urs Zimmermann                     | Carrera Jeans–Vagabond              |
| 1989      | Itálie                             | Mauro Santaromita                  | Pepsi Cola–Alba Cucine              |
| 1990      | Itálie                             | Gianni Bugno                       | Chateau d'Ax–Salotti                |
| 1991      | Venezuela                          | Leonardo Sierra                    | Selle Italia–Magniarredo            |
| 1992      | Itálie                             | Claudio Chiappucci                 | Carrera Jeans–Vagabond              |
| 1993      | Itálie                             | Maurizio Fondriest                 | Lampre–Polti                        |
| 1994      | Itálie                             | Moreno Argentin                    | Gewiss–Ballan                       |
| 1995      | Švýcarsko                          | Heinz Imboden                      | Refin                               |
| 1996      | Itálie                             | Wladimir Belli                     | Panaria–Vinavil                     |
| 1997      | Francie                            | Luc Leblanc                        | Polti                               |
| 1998      | Itálie                             | Paolo Savoldelli                   | Saeco Macchine per Caffè            |
| 1999      | Itálie                             | Paolo Savoldelli                   | Saeco Macchine per Caffè–Cannondale |
| 2000      | Itálie                             | Simone Borgheresi                  | Mercatone Uno–Albacom               |
| 2001      | Itálie                             | Francesco Casagrande               | Fassa Bortolo                       |
| 2002      | Itálie                             | Francesco Casagrande               | Fassa Bortolo                       |
| 2003      | Itálie                             | Gilberto Simoni                    | Saeco Macchine per Caffè            |
| 2004      | Itálie                             | Damiano Cunego                     | Saeco Macchine per Caffè            |
| 2005      | Mexiko                             | Julio Alberto Pérez                | Ceramica Panaria–Navigare           |
| 2006      | Itálie                             | Damiano Cunego                     | Lampre–Fondital                     |
| 2007      | Itálie                             | Damiano Cunego                     | Lampre–Fondital                     |
| 2008      | Itálie                             | Vincenzo Nibali                    | Liquigas                            |
| 2009      | Itálie                             | Ivan Basso                         | Liquigas                            |
| 2010      | Kazachstán                         | Alexandr Vinokurov                 | Astana                              |
| 2011      | Itálie                             | Michele Scarponi                   | Lampre–ISD                          |
| 2012      | Itálie                             | Domenico Pozzovivo                 | Colnago–CSF Bardiani                |
| 2013      | Itálie                             | Vincenzo Nibali                    | Astana                              |
| 2014      | Austrálie                          | Cadel Evans                        | BMC Racing Team                     |
| 2015      | Austrálie                          | Richie Porte                       | Team Sky                            |
| 2016      | Španělsko                          | Mikel Landa                        | Team Sky                            |
| 2017      | Spojené království                 | Geraint Thomas                     | Team Sky                            |
| 2018      | Francie                            | Thibaut Pinot                      | Groupama–FDJ                        |
| 2019      | Rusko                              | Pavel Sivakov                      | Team Sky                            |
| 2020      | Nejelo se kvůli pandemii covidu-19 | Nejelo se kvůli pandemii covidu-19 | Nejelo se kvůli pandemii covidu-19  |
| 2021      | Spojené království                 | Simon Yates                        | Team BikeExchange                   |
| 2022      | Francie                            | Romain Bardet                      | Team DSM                            |
| 2023      | Spojené království                 | Tao Geoghegan Hart                 | Ineos Grenadiers                    |
| 2024      | Španělsko                          | Juan Pedro López                   | Lidl–Trek                           |
| 2025      | Austrálie                          | Michael Storer                     | Tudor Pro Cycling Team              |

### Vícenásobní vítězové
| Vítězství | Jezdec                     | Ročníky          |
| --------- | -------------------------- | ---------------- |
| 3         | Damiano Cunego (ITA)       | 2004, 2006, 2007 |
| 2         | Francesco Moser (ITA)      | 1980, 1983       |
| 2         | Paolo Savoldelli (ITA)     | 1998, 1999       |
| 2         | Francesco Casagrande (ITA) | 2001, 2002       |
| 2         | Vincenzo Nibali (ITA)      | 2008, 2013       |

### Vítězství dle zemí
| Vítězství | Země                                              |
| --------- | ------------------------------------------------- |
| 29        | Itálie                                            |
| 3         | Francie Spojené království Austrálie              |
| 2         | Švýcarsko Španělsko                               |
| 1         | Kazachstán Mexiko Norsko Rakousko Rusko Venezuela |